# Joe Gibbs Racing

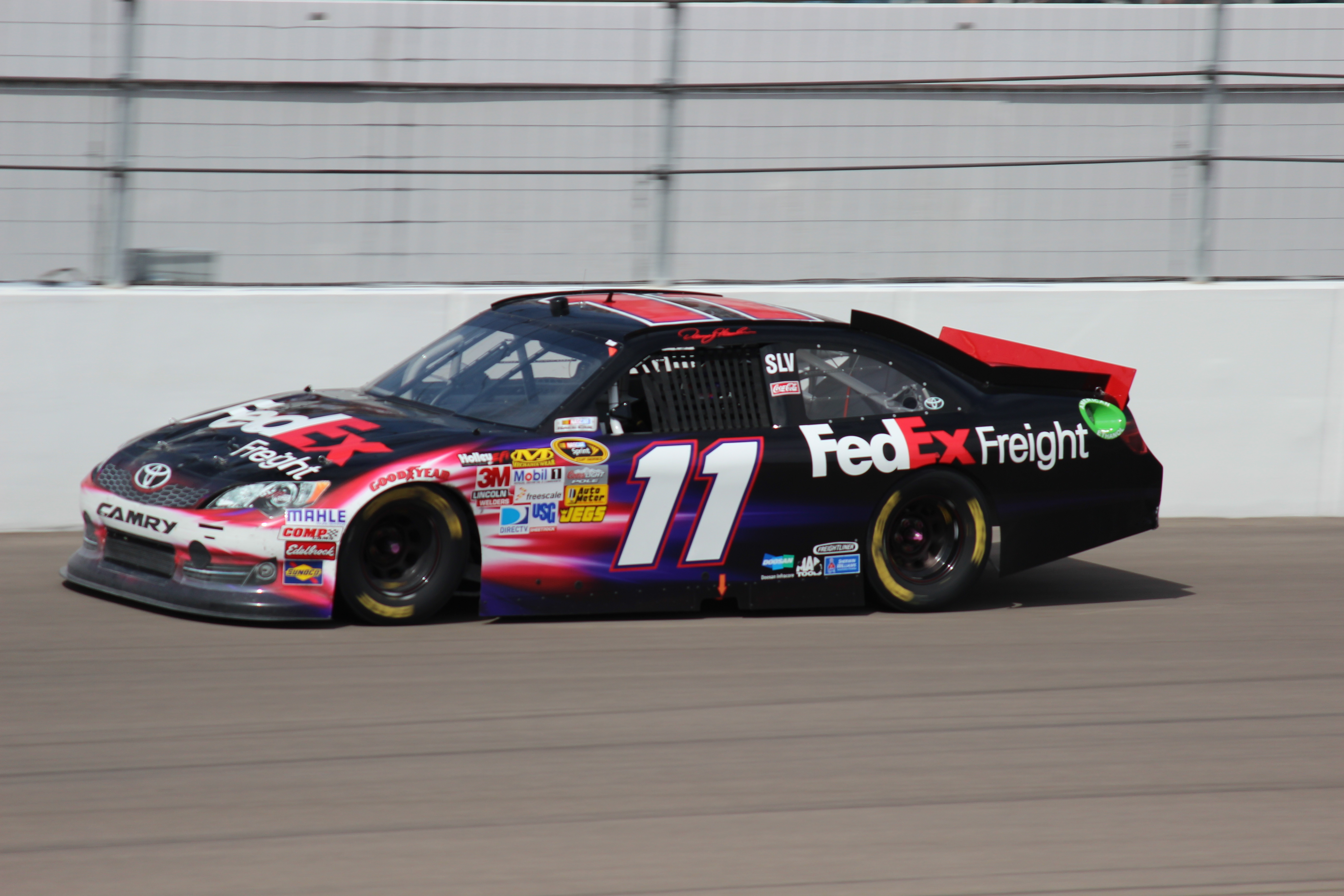
Denny Hamlin en la Copa NASCAR 2012

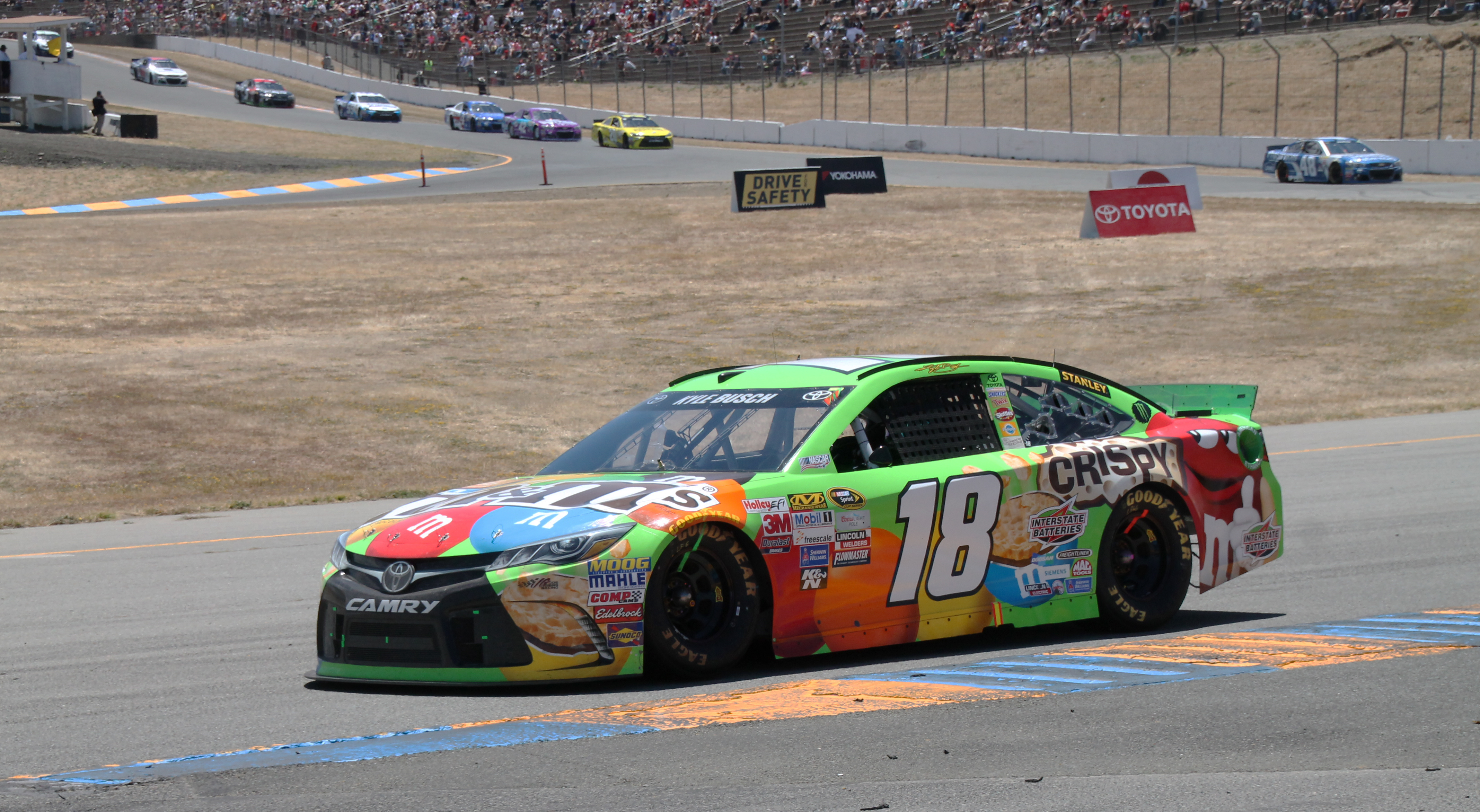
Kyle Busch en Sonoma, 2015.

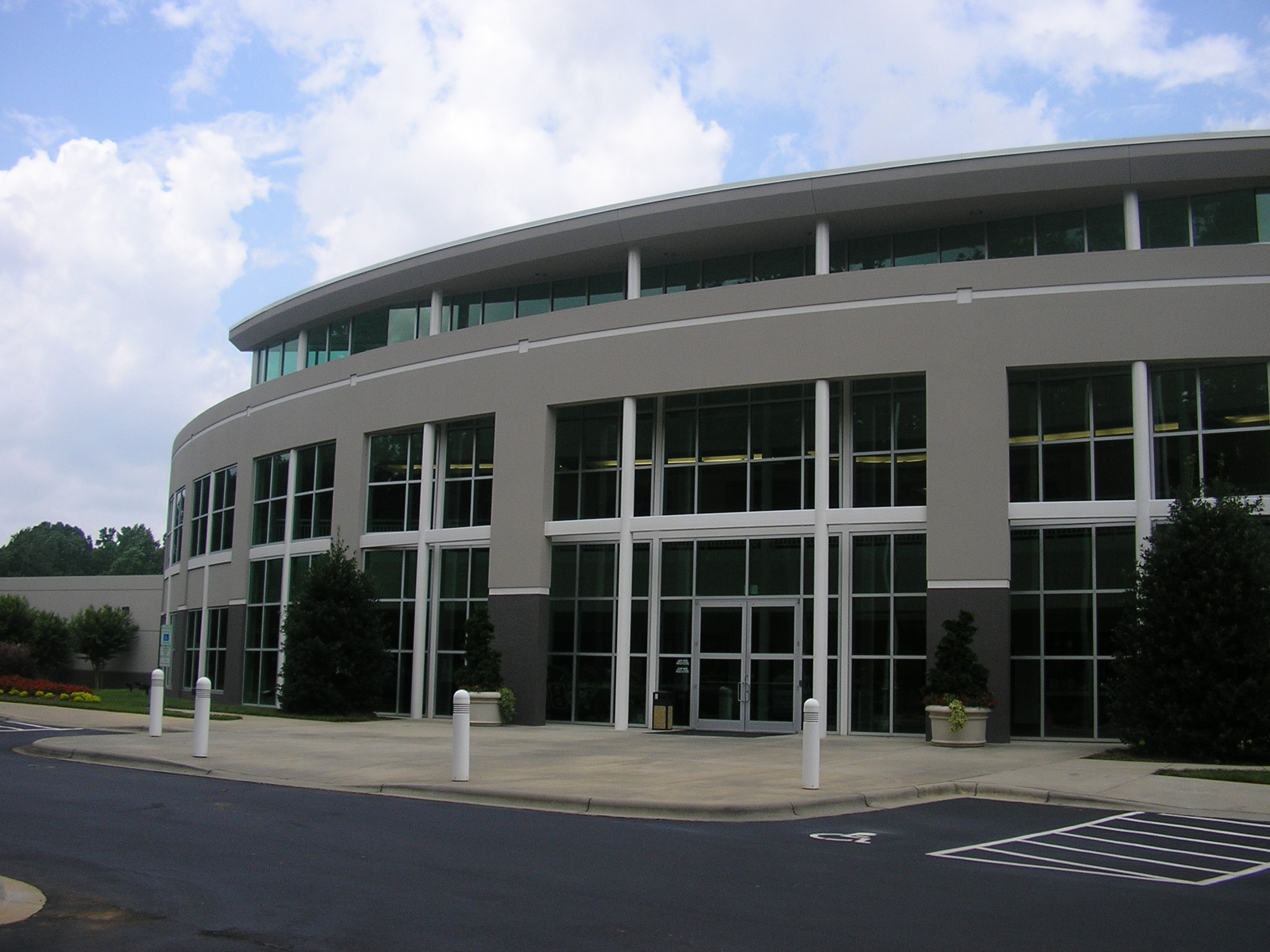
Sede del equipo Joe Gibbs Racing en Huntersville, Carolina del Norte, Estados Unidos.

Joe Gibbs Racing es un equipo de automovilismo estadounidense que participa en la NASCAR en varias de sus categorías desde el año 1992. Es propiedad del exentrenador de fútbol americano Joe Gibbs, y actualmente compite con el modelo Toyota Camry en todas las categorías. Tiene su sede en la localidad de Huntersville, Carolina del Norte, Estados Unidos.
El equipo ha cosechado cinco campeonatos de la NASCAR Sprint Cup, en 2000 con el piloto Bobby Labonte, en 2002 y 2005 con Tony Stewart y en 2015 y 2019 con Kyle Busch. Además ha obtenido 140 victorias en Copa NASCAR con pilotos como Denny Hamlin, Kyle Busch. Carl Edwards y Matt Kenseth. Por su parte, ha obtenido otros títulos en categorías menores, la NASCAR Xfinity Series en 2009 con Kyle Busch y en 2016 con Daniel Suárez, y regionales, NASCAR Series East en 2007 con Joey Logano.

## General Motors (1992-2007)
El equipo comenzó a competir en la Copa NASCAR en 1992. Su piloto Dale Jarrett acabó cuarto en 1993 con 13 top 5, y logró una victoria ese año y otra en 1994. En 1995 fue reemplazado por Bobby Labonte, quien acabó décimo en su primer año, undécimo en 1996, séptimo en 1997 y sexto en 1998. En sus comienzos utilizó automóviles Chevrolet, y a partir de 1997 modelos de Pontiac, también del grupo industrial General Motors.
En 1999, Labonte logró cinco triunfos y 23 top 5 para acabar subcampeón. En tanto, se incorporó como segundo piloto Tony Stewart, quien terminó cuarto con tres victorias y 12 top 10. En la temporada 2000, Labonte fue campeón y Stewart sexto, logrando cuatro y seis victorias respectivamente.
Stewart fue subcampeón en 2001 con tres victorias y 15 top 10, a la vez que Labonte se ubicó sexto. En 2002, Stewart consiguió nuevamente tres victorias y 15 top 10, pero en este caso se coronó campeón; Labonte acabó 16º con una victoria.
Gibbs mantuvo la misma dupla de pilotos titulares en la Copa NASCAR 2003, pero retornó a los automóviles Chevrolet. Stewart se colocó séptimo en el campeonato y Labonte octavo, con dos victorias cada uno. En 2004, Stewart fue sexto con dos triunfos y Labonte 12º. Stewart cosechó cinco victorias y 17 top 5 en la temporada 2005, por lo que obtuvo el campeonato. En tanto, Labonte resultó 24º, Jason Leffler participó en 19 carreras y el novato Denny Hamlin disputó las siete fechas finales con un tercer automóvil.
En 2007, Stewart logró cinco victorias y 15 top 10, pero su actuación decayó en la Caza por la Copa y terminó 11º en la tabla general. En tanto, Hamlin logró dos triunfos y el tercer puesto final, y J.J. Yeley obtuvo apenas tres top 10 en las 36 carreras. Los tres pilotos continuaron en el equipo en 2008. Stewart se ubicó sexto con tres victorias, Hamlin 12º con una victoria y Yeley logró solamente tres top 10.

## Toyota (2008-presente)

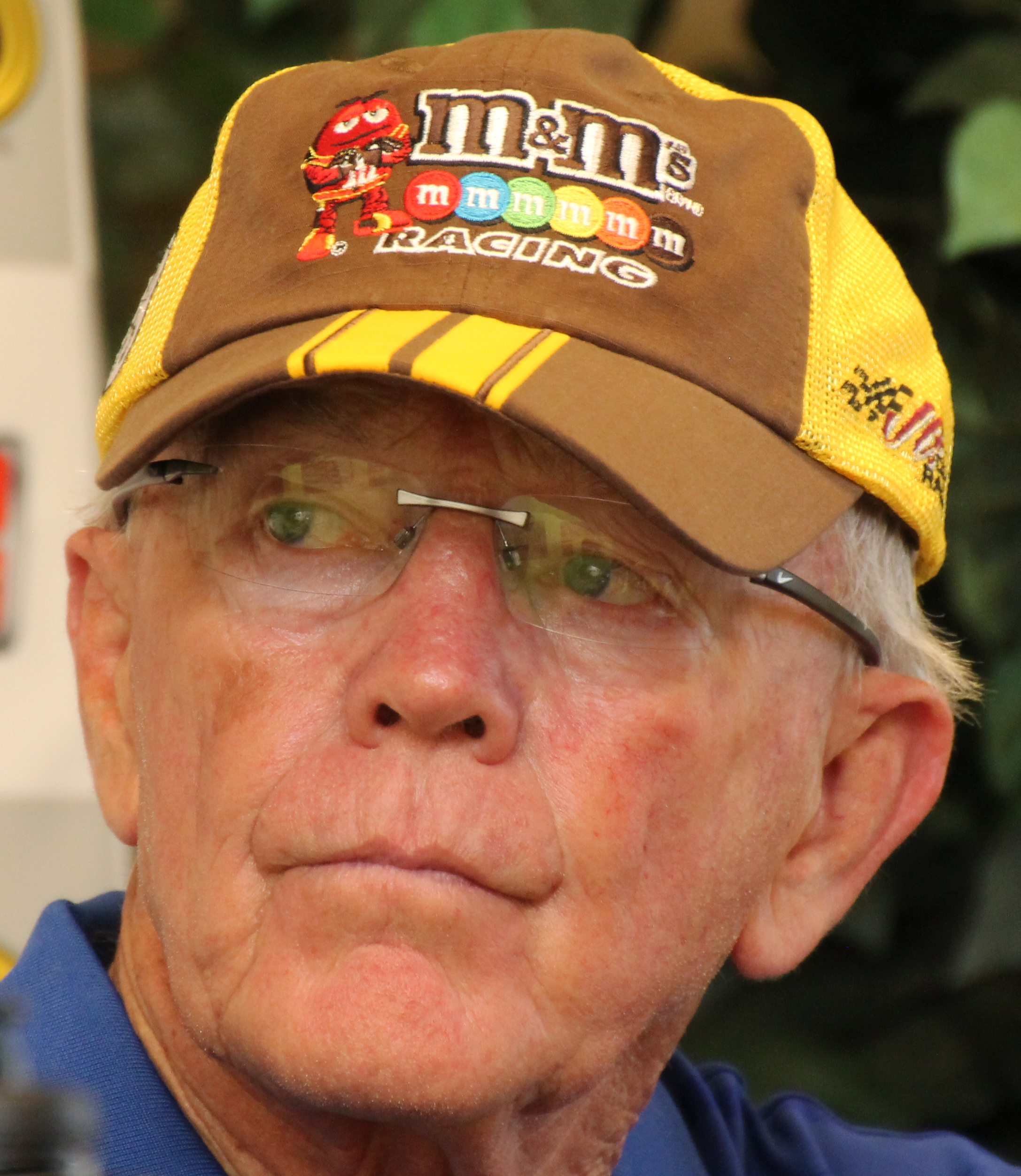
Gibbs, 2015

El equipo Gibbs dejó Chevrolet para la temporada 2008, y comenzó a competir con automóviles de la marca Toyota, del cual se convirtió en el principal equipo. Stewart terminó noveno con una victoria, y Hamlin octavo con otro triunfos. Su tercer piloto, el recién incorporado Kyle Busch, consiguió ocho victorias y 17 top 5, aunque perdió competitividad en la Caza por la Copa y resultó décimo.
Disconforme con el cambio de marca, Stewart se retiró del equipo Gibbs para la temporada 2009, y su plaza la tomó el novato Joey Logano. Hamlin ganó cuatro carreras y se ubicó quinto en el campeonato; Busch venció en cuatro pruebas pero no entró a la Caza por la Copa; y Logano consiguió un triunfo y siete top 10.
En 2010, Hamlin obtuvo ocho victorias y 14 top 5 con Gibbs, pero no pudo evitar que Jimmie Johnson lograra su quinta corona consecutiva y debió conformarse con el subcampeonato. Por su parte, Busch acabó octavo con tres triunfos y Logano 16º con siete top 5 y 16 top 10.
Busch ganó cuatro carreras en la Copa NASCAR 2011 y consiguió 14 top 10, pero una mala Caza por la Copa lo relegó al 12º puesto. Hamlin logró una victoria y cinco top 5, pero fue el mejor piloto del equipo con el noveno puesto de campeonato. Logano obtuvo seis top 10 y finalizó 24º. En 2012, Hamlin venció en cinco carreras y resultó sexto, Busch terminó 13º con una victoria y 20 top 10, y Logano 17º con una victoria y 12 top 10.
Gibbs reemplazó a Logano por Matt Kenseth en la temporada 2013. Con siete triunfos y 20 top 10, fue subcampeón por detrás de Johnson. En tanto, Busch fue cuarto con cuatro victorias, y Hamlin 23º con una victoria.
En 2014, los tres pilotos del equipos se clasificaron a la Caza por la Copa. Hamlin venció en las 500 Millas de Alabama de Talladega y obtuvo buenos resultados en la Caza, por lo que alcanzó la ronda final en Homestead; finalizó tercero en el campeonato detrás de Kevin Harvick y Ryan Newman. En tanto que Kenseth llegó a la tercera ronda de la Caza y quedó séptimo en el campeonato con 13 top 5, y Busch quedó eliminado en la segunda ronda con una victoria en Fontana y 9 top 5.
Joe Gibbs se expandió a cuatro autos en 2015, con la incorporación de Carl Edwards. Los cuatro pilotos se clasificaron a la Caza. Busch acumuló cinco victorias, incluida la carrera por el campeonato en Homestead, coronándose campeón de la Copa NASCAR por primera vez. En tanto, que Edwards alcanzó la tercera ronda con dos victorias y 7 top 5. Y por último, Kenseth y Hamlin alcanzaron la segunda ronda, con cinco y dos victorias, respectivamente.
En 2016, de nuevo, los cuatro pilotos clasificaron a la Caza. Busch y Edwards clasificaron a la carrera por el campeonato, finalizando tercero y cuarto en la tabla de pilotos, con un total de 4 y 3 victorias, respectivamente. En tanto, Kenseth y Hamlin llegó a la tercera ronda de la Caza, con dos y tres triunfos, respectivamente.

## Xfinity

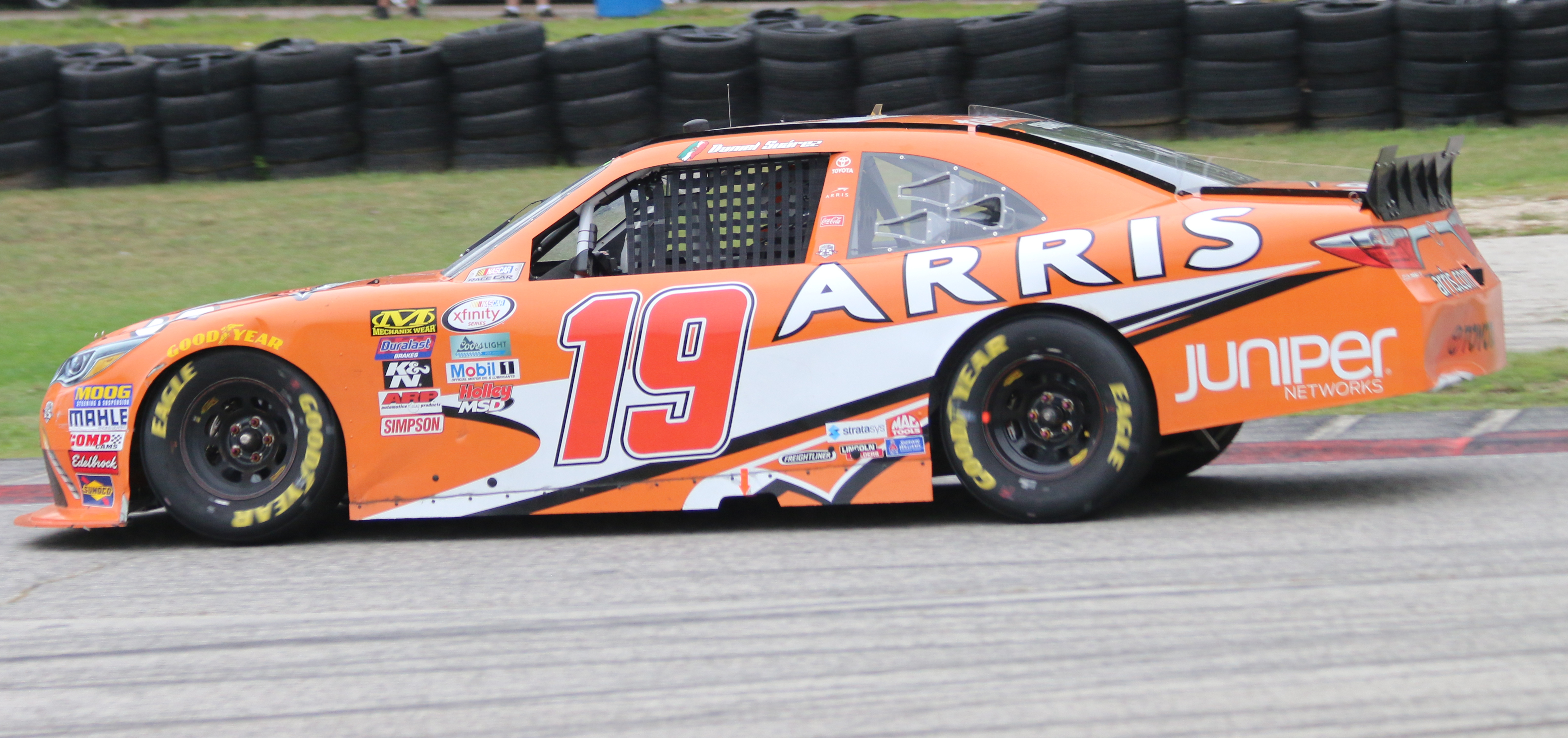
Daniel Suárez campeón del NASCAR Xfinity Series 2016

Tony Stewart disputó la NASCAR Nationwide en 1998 con Gibbs, y al año siguiente se incorporó al equipo principal. Mike McLaughlin fue séptimo en la Nationwide 2001 y cuarto en 2002.
Coy Gibbs y J. D. Gibbs, hijos de Joe Gibbs, corrieron en la NASCAR con el equipo de su padre entre 2000 y 2002. Coy resultó décimo en la NASCAR Truck Series en 2001 y 2002, y 14º en la NASCAR Nationwide. En tanto, J. D. disputó ocho carreras en la NASCAR Truck Series y cinco en la Nationwide, sin lograr ningún top 10.
El equipo cerró su programa en la NASCAR Truck Series y siguió en la Nationwide con diversos pilotos. Mike Bliss fue décimo en 2003 y cuarto en 2005. Denny Hamlin fue quinto en 2008 y cuarto en 2006, tras lo cual ascendió al equipo principal. En 2006, J.J. Yeley resultó quinto.
En 2008, sus pilotos principales Busch, Stewart y Hamlin compitieron también en la NASCAR Nationwide, logrando 18 victorias entre los tres. Busch resultó sexto en el campeonato con nueve victorias en 19 apariciones.
Dicho piloto siguió corriendo regularmente en la categoría. En 2009 fue campeón con nueve victorias y 25 top 5. En 2010 resultó tercero, con un saldo de 13 victorias y 22 top 5. En 2011 acumuló ocho victorias y 17 top 5, aunque no acumuló puntos por su actividad en la Copa NASCAR. Logano fue quien arrasó en 2012, al obtener nueve victorias en 22 carreras.
Busch volvió en 2013 para conseguir 12 victorias y 21 top 5 en 26 apariciones. En tanto, Elliott Sadler resultó cuarto y Brian Vickers décimo, ambos sin victorias.
En 2014, Busch obtuvo un saldo de 7 victorias y 25 top 5 en 26 carreras y Matt Kenseth logró una victoria y 10 top 5 en 19 participaciones. Por otro lado, Sadler finalizó tercero en el campeonato con una victoria, 7 top 5 y 25 top 10.
En 2015, Busch triunfo en seis carreras y 11 top 5 en 15 carreras, Hamlin logró tres triunfos y siete top 5 en 11 participaciones, y Erik Jones acumuló 2 victorias y 13 top 5 en 23 carreras. En tanto, Daniel Suárez cosechó 8 top 5, para culminar quinto en el campeonato y premiado como el Novato del Año de la categoría.
Suárez y Jones se clasificaron a la postemporada en 2016, llegando ambos a la carrera por el campeonato en Homestead. El regiomontano se consagró con tres triunfos, mientras que el michiguense finalizó cuarto en el campeonato con 4 victorias. En tanto, Kyle Busch obtuvo 10 victorias en 17 carreras, Hamlin logró un triunfo en dos carreras, Hornish sumó un triunfo en su única participación, y Matt Tifft logró 5 top 10 en 7 carreras.  